# Liste der Baudenkmale in Beetzseeheide
In der Liste der Baudenkmale in Beetzseeheide sind alle, entsprechend der Landesdenkmalliste sind es vierzehn, Baudenkmale der westbrandenburgischen Gemeinde Beetzseeheide mit ihren Orts- und Gemeindeteilen Butzow, Gortz, Ketzür und Mötzow aufgeführt und kurz beschrieben. Grundlage der Liste ist die Veröffentlichung der brandenburgischen Landesdenkmalliste mit dem Stand vom 31. Dezember 2020. Die Bodendenkmale sind in der Liste der Bodendenkmale in Beetzseeheide aufgeführt.

## Baudenkmale in den Orts- und Gemeindeteilen
In den Spalten befinden sich folgende Informationen:
- ID-Nr.: Die Nummer wird vom Brandenburgischen Landesamt für Denkmalpflege vergeben. Ein Link hinter der Nummer führt zum Eintrag über das Denkmal in der Denkmaldatenbank. In dieser Spalte kann sich zusätzlich das Wort Wikidata befinden, der entsprechende Link führt zu Angaben zu diesem Denkmal bei Wikidata.
- Lage: die Adresse des Denkmales und die geographischen Koordinaten. Link zu einem Kartenansichtstool, um Koordinaten zu setzen. In der Kartenansicht sind Denkmale ohne Koordinaten mit einem roten beziehungsweise orangen Marker dargestellt und können in der Karte gesetzt werden. Denkmale ohne Bild sind mit einem blauen bzw. roten Marker gekennzeichnet, Denkmale mit Bild mit einem grünen beziehungsweise orangen Marker.
- Bezeichnung: Bezeichnung in den offiziellen Listen des Brandenburgischen Landesamtes für Denkmalpflege. Ein Link hinter der Bezeichnung führt zum Wikipedia-Artikel über das Denkmal.
- Beschreibung: die Beschreibung des Denkmales
- Bild: ein Bild des Denkmales und gegebenenfalls einen Link zu weiteren Fotos des Baudenkmals im Medienarchiv Wikimedia Commons

### Butzow
| ID-Nr.                           | Lage                         | Bezeichnung                          | Beschreibung | Bild                                 |
| -------------------------------- | ---------------------------- | ------------------------------------ | --- | ------------------------------------ |
| 09190117                         | Butzower Dorfstraße (Lage)   | Dorfkirche                           | Die schlichte neoromanische Kirche im Dorf Butzow ist eine Saalkirche und wurde im Jahr 1879 geweiht. Sie ist aus roten Ziegeln gemauert und teilweise verputzt. Der Westturm ist schlank, sein Dach bildet ein Turmhelm. An der Ostwand des Kirchenschiffs befindet sich eine kleine, halbrunde Apsis mit einem halben Kegeldach und arkadenartigen Blendfenstern.          | weitere Bilder                       |
| 09191575 Teilobjekt zu: 09190117 | Butzower Dorfstraße (Lage)   | Orgel                                | | BW                                   |
| 09191576 Teilobjekt zu: 09190117 | Butzower Dorfstraße (Lage)   | Glocke                               | | BW                                   |
| 09190118                         | Butzower Dorfstraße 8 (Lage) | Wohnhaus                             | Das bäuerliche Wohnhaus Butzower Dorfstraße 8 mit zwei Stockwerken soll als ältestes Gebäude Butzows vor 1800 erbaut worden sein. In seiner Grundstruktur handelt es sich um ein Lehmfachwerkhaus, das nachträglich grau verputzt wurde. Äußerlich sichtbarer Schmuck ist eine schlichte, weiß gestrichene, profilierte Saumschwelle zwischen den Stockwerken.               | Wohnhaus                             |
| 09190119                         | Butzower Dorfstraße (Lage)   | Gedenkstätte, am nördlichen Dorfrand | Gedenkstätte für die Opfer des Nationalsozialismus, bestehend aus einem stehenden Stein und drei liegenden Platten. Die Inschrift des Gedenksteins ist zweisprachig, russisch und deutsch, Sie lautet in Deutsch: „Ewigen Ruhm unseren Helden im gemeinsamen Kampf gegen den Faschismus“. Die Inschriften der Platten in russischer Sprache sind teilweise stark verwittert. | Gedenkstätte, am nördlichen Dorfrand |

### Gortz
| ID-Nr.                           | Lage                         | Bezeichnung                                             | Beschreibung | Bild           |
| -------------------------------- | ---------------------------- | ------------------------------------------------------- | --- | -------------- |
| 09190193                         | Gortzer Dorfstraße (Lage)    | Dorfkirche                                              | Das Kirchenschiff der Dorfkirche in Gortz ist ein spätgotischer Feldsteinbau, wobei teilweise auch Backstein verwendet wurde. Der Kirchturm mit einem etwa quadratischen Grundriss wurde später im Stil des Barock angebaut. Er ist im Gegensatz zum Schiff vollständig verputzt. Die Gestaltung des Inneren der Kirche stammt aus dem Jahr 1906 nach einer umfassenden Restaurierung und einem . Aus dem Jahr 1724 stammt ein hölzerner Kanzelaltar mit einer Kanzelempore. | weitere Bilder |
| 09192581                         | Gortzer Dorfstraße 6 (Lage)  | Mittelflurhaus, Stallgebäude und Schuppen eines Gehöfts | | weitere Bilder |
| 09192582 Teilobjekt zu: 09192581 | Gortzer Dorfstraße 6 (Lage)  | Stall                                                   | | Stall          |
| 09192583 Teilobjekt zu: 09192581 | Gortzer Dorfstraße 6 (Lage)  | Schuppen                                                | | Schuppen       |
| 09190194                         | Gortzer Dorfstraße 12 (Lage) | Wohnhaus                                                | Das Wohnhaus Gortzer Dorfstraße 12 ist ein einstöckiges bäuerliches Wohngebäude, das durch seine reiche Verzierung auffällt. Ein Detail ist ein Mittelrisalit mit Dreiecksgiebel. Gesimse und Lisenen gliedern das Bauwerk. | Wohnhaus       |

### Ketzür
| ID-Nr.   | Lage                          | Bezeichnung                                                                | Beschreibung | Bild                                                                       |
| -------- | ----------------------------- | -------------------------------------------------------------------------- | --- | -------------------------------------------------------------------------- |
| 09191321 | (Lage)                        | Straße mit Ziegelpflasterung, nördlich der Ortslage                        | Mit typischen gelben Klinkern, wie sie die umliegenden Ziegeleien im 19. und 20. Jahrhundert produzierten, gepflasterte Straße nördlich der Landesstraße 911. | Straße mit Ziegelpflasterung, nördlich der Ortslage                        |
| 09190228 | Ketzürer Dorfstraße (Lage)    | Dorfkirche                                                                 | Die Dorfkirche ist ein auffälliger heptogonaler Zentralbau, dieser stammt nach unterschiedlichen Quellen aus dem 13. oder dem Ende des 14. Jahrhunderts. 1599 wurde die Kirche um einen rechteckigen Chor mit einem auffälligen Renaissancegiebel ergänzt. Der Kirchturm stammt in seinen unteren gotischen Anteilen aus dem 15. Jahrhundert. Darüber wurden 1697 im Stil des Barock ein Zwischengeschoss und der Glockenstuhl ergänzt. Die Turmhaube wurde 1793 aufgesetzt. Zwei Anbauten auf der Südseite der Kirche stammen aus dem 17. Jahrhundert. Im Inneren der Kirche befindet sich das Epitaph aus Alabaster, Sandstein und Marmor der Familie von Brösicke der Jahre 1611 bis 1613. | weitere Bilder                                                             |
| 09190229 | Ketzürer Dorfstraße 13 (Lage) | Gutshaus                                                                   | Das Gutshaus Ketzür ist ein schlossähnliches Gebäude, das von der Familie von Broesegke errichtet und über mehrere Jahrhunderte bewohnt wurde. Die Ursprünge des Gutshauses in Ketzür werden ins 16. Jahrhundert datiert. 1752 wurde das Gutshaus umfassend im Stil des Barock umgebaut und erweitert. Es ist ein relativ schlichter zweigeschossiger Putzbau. An einer südlichen Auslucht ist ein Renaissancegiebel als ältestes Schmuckelement erhalten. | Gutshaus                                                                   |
| 09190837 | Ketzürer Dorfstraße 29 (Lage) | Gehöft, bestehend aus Wohnhaus, zwei Stallgebäuden, Scheune und Baumgarten | Das Gehöft Ketzürer Dorfstraße 29 ist ein Bauernhaus mit den zugehörigen Stall- und Scheunenanlagen. Es ist ein Putzbau mit gelbem Anstrich und steht in nord-südlicher Ausrichtung traufständig zur Straße. Im Dach ist linksverlagert eine Giebelgaube mit einem dreiflügeligen Fenster. | Gehöft, bestehend aus Wohnhaus, zwei Stallgebäuden, Scheune und Baumgarten |
| 09190740 | Ketzürer Dorfstraße 30 (Lage) | Wohnhaus                                                                   | Das eingeschossige Bauernhaus in der Adresse Ketzürer Dorfstraße 30 soll aus der zweiten Hälfte des 19. Jahrhunderts stammen. Auffällig ist die mit reichen Schnitzarbeiten versehene, hölzerne, laubenartige Überdachung des Eingangs. Dieser ist zweiseitig über sechsstufige Freitreppen zu erreichen. | Wohnhaus                                                                   |
| 09190770 | Ketzürer Dorfstraße 31 (Lage) | Pfarrgehöft, bestehend aus Wohnhaus, Stall und Scheune                     | Das ehemalige Pfarrgehöft Ketzürer Dorfstraße 31 ist ein unter Denkmalschutz stehendes ehemaliges Pfarrhaus unmittelbar neben der Dorfkirche. Es ist ein eingeschossiger Putzbau mit weißem Anstrich und steht traufständig zur Straße. Stall- und Scheunengebäude sind mit Klinkern gemauert. | Pfarrgehöft, bestehend aus Wohnhaus, Stall und Scheune                     |
| 09190230 | Unter den Linden (Lage)       | Bockwindmühle, auf dem Mühlenfeld                                          | Die Bockwindmühle Ketzür ist restauriert und funktionstüchtig. Das vollständig aus Holz bestehende Bauwerk stand im Jahr 1859 im heute noch zu Potsdam gehörenden Ort Bornim und wurde nach dem Ankauf nach Ketzür umgesetzt. Nach Aufgabe des gewerblichen Mühlenbetriebs 1955 verfiel sie. Seit 1988 erfolgten mehrere Sanierungen, sodass sie für Besucher an einigen Wochentagen wieder betrieben wird. | Bockwindmühle, auf dem Mühlenfeld                                          |
| 09190691 | Unter den Linden 11 (Lage)    | Gehöft, bestehend aus Wohnhaus, zwei Stallgebäuden und Scheune             | Das Gehöft in der Straße Unter den Linden 11 ist ein denkmalgeschütztes Bauernhaus mit zugehörigen Stall- und Scheunengebäuden. Die zur Straße gewandte Fassade des Wohnhauses enthält einen Mittelrisalit mit einem schlicht profiliert umrandeten Dreiecksgiebel und jeweils zwei Fenster im Erd- und Dachgeschoss. Das nördliche Stall- beziehungsweise Scheunengebäude des Gehöfts ist ein Fachwerkbau mit großen, hölzernen Scheunentoren und Sprossenfenstern, der westliche Stall ist überwiegend aus gelblichen Klinkern gemauert. | Gehöft, bestehend aus Wohnhaus, zwei Stallgebäuden und Scheune             |

### Mötzow
| ID-Nr.   | Lage                                | Bezeichnung | Beschreibung | Bild |
| -------- | ----------------------------------- | --- | --- | --- |
| 09190120 | Gutshof, Mötzower Dorfstraße (Lage) | Domstiftsgut mit Pächterhaus, Wohnhaus, Eselsstall, Brennerei, Lagergebäude, Kuhstall, großer Scheune, Schafstall, Kornspei-cher, Pferdestall, Schmiede und Remise, Waaghaus, Kannen-waschhaus, Wagenremise und Schuppen sowie Beamtenwohnhaus („Leutevogthaus“) mit zwei Stallgebäuden, Tagelöhnerhaus, Landarbeiterhaus, Schule mit zwei Wirtschaftsgebäuden und Schnitterwohnhaus | Das Gutshaus des Domstifts Brandenburg befindet sich im Gemeindeteil Mötzow. Es ist ein Herrenhaus, das dem Historismus zuzuordnen ist. Gutspächter Friedrich Sander ließ es 1894 errichten. Es ist mit roten Ziegeln gemauert, die großteils unverputzt blieben. Die verputzten Bereiche haben einen weißen Anstrich. Auffällig sind die vielen Nischen, die durch Risalite mit Krüppelwalmdächern und turmartige Anbaue verschiedener Größe und Gestalt entstanden. Außerdem sind mehrere, ebenfalls turmartige Dachreiter und Schornsteine vorhanden. Neben dem Gutshaus sind weitere historische Gebäude des vierseitigen Gutshofes und der benachbarten Siedlung Teil des Baudenkmals. | Domstiftsgut mit Pächterhaus, Wohnhaus, Eselsstall, Brennerei, Lagergebäude, Kuhstall, großer Scheune, Schafstall, Kornspei-cher, Pferdestall, Schmiede und Remise, Waaghaus, Kannen-waschhaus, Wagenremise und Schuppen sowie Beamtenwohnhaus („Leutevogthaus“) mit zwei Stallgebäuden, Tagelöhnerhaus, Landarbeiterhaus, Schule mit zwei Wirtschaftsgebäuden und Schnitterwohnhaus |